# Acroporium gracilescens
Acroporium gracilescens är en bladmossart som beskrevs av Brotherus 1925. Acroporium gracilescens ingår i släktet Acroporium och familjen Sematophyllaceae. Inga underarter finns listade i Catalogue of Life.